# Land of the Blind
Land of the Blind (Tierra de ciegos) es una película del año 2006 protagonizada por Donald Sutherland, Ralph Fiennes, Tom Hollander y Lara Flynn Boyle.
Esta obra es una sátira política realizada en un tono oscuro pues pretende transmitir una sensación de desencanto. Está basada en varios incidentes históricos en los cuales los gobernantes tiránicos fueron derrocados por nuevos líderes que luego probaron ser tan malos, o incluso peores, que sus inmediatos antecesores. Durante el film se visualizan escenas que remiten, de forma implícita, a tales casos. El título fue tomado del dicho "En la tierra de los ciegos, el tuerto es rey".
"Land of the Blind" tuvo su estreno mundial en competición en el Festival Internacional de Cine de Róterdam, y fue la película de apertura de la Noche de Gala, en 2006, del Human Rights Watch Film Festival en Londres. Su estreno en EE. UU. fue en la competencia en el Tribeca Film Festival de 2006. La película provocó una reacción muy intensa durante su recorrido por festivales, atacada por la izquierda y  la derecha, cada uno de los cuales  la vio como una crítica de su posición.
Otras referencias históricas en la película son Jean-Paul Marat (desde la Revolución Francesa), Kim Jong-il, Fidel Castro, Benito Mussolini, Augusto Pinochet, Rafael Leónidas Trujillo, François Duvalier, Rudolph Hess, Jean-Claude Duvalier, Lyndon B. Johnson, Julio César (a partir de la obra de William Shakespeare), Robert Mugabe, Idi Amin, Huber Matos, las protestas del IRA Provisional en la prisión de Maze, los prisioneros de guerra estadounidenses en Vietnam el grupo terrorista Weatherman, el Jemer Rojo, la Revolución iraní de 1979 y la posterior Revolución Cultural.

## Trama
Hollander interpreta a Maximilian II (apodado Junior), un estúpido, vengativo y caprichoso dictador de un país llamado Everycountry. Maximilian tiene dos intereses principales: disfrutar de sí mismo, y la industria cinematográfica. Es director de cine, y ha hecho una secuela llamada Out For Vengance. Si bien se da a entender que es un sádico, se reconoce que sus excesos están impulsados por el aliento de su bella y cruel esposa Josephine (Boyle) y la lucha contra los terroristas antigobierno.
Maximilian o Junior es el  sucesor de su padre, Maximilian I (apodado Papá Max), igualmente despótico, quien pudo haber sido víctima de un parricidio para así Junior llegar al poder. Junior se hace llamar "presidente vitalicio", título que sólo dura hasta que Ciudadanos por la Justicia y la Democracia, un grupo terrorista liderado por John Thorne (Sutherland), toma el poder y lo asesinan en su despacho cuando lo encuentran en plena intimidad con su esposa (practicando un juego de sexo escabroso vestido con pañales) y dos esclavos que servían de pantalla mientras se proyectaba una película pornográfica. Thorne le dispara a la pareja luego de realizarse un rápido juicio virtual y se convierte en el gobernante del país, resultando aún peor que el fallecido Maximilian. El nuevo gobernante alienta la quema de libros, entre otras cosas. Las mujeres son obligadas a usar una burka.
Ralph Fiennes interpreta a Joe, un guardia que trabaja en la prisión donde está detenido Thorne al comienzo de la película. Durante este primer período, Thorne está en condiciones deplorables, encerrado en una celda miserable, soportando las frecuentes palizas de los guardias y escribiendo consignas revolucionarias en las paredes con sus propias heces. Joe comienza una relación con Thorne, a quien respeta por su porte e intelecto, y termina aprendiendo mucho de él. Maximilian deja en libertad a Thorne y lo incluye en la nómina del gobierno para tener apoyo popular. Joe va ascendiendo hasta llegar a ser capitán de la guardia presidencial, pasando anteriormente por una unidad de élite secreta llamada Batallón 6. Después de ser testigo directo de la maldad y locura de Junior, decide traicionarlo y apoyar a Thorne y a su grupo armado, dejándolos entrar al palacio presidencial una noche.
Por su contribución al derrocamiento de Maximilian, Joe es declarado héroe de la revolución por Thorne. Sin embargo, como Joe da cuenta de que su
amigo es tan o más cruel y triánico que su predecesor, se niega a aliarse con el nuevo régimen. Por ello, Thorne envía a Joe a un campo de re-educación  dirigido por un médico (todos los médicos fueron expulsados de las ciudades y reubicados en otros trabajos). Puede establecerse una similitud entre esto y el caso de Huber Matos en Cuba, que siendo uno de los comandantes de la revolución, se negó a apoyar el rumbo que esta estaba tomando y fue declarado traidor y condenado a veinte años de prisión. 
Sometido a numerosos castigos y técnicas de aislamiento, Joe continuamente se niega a firmar el juramento de lealtad. En un momento Thorne visita el campo, pero no reconoce a su amigo, incluso después de que Joe intenta mostrar que es él. Joe también está acusado de ser miembro de una conspiración "oculta" dentro de la propia prisión. Uno de sus excompañeros de trabajo, Pool (interpretado por Marc Warren), después de haber sido severamente golpeado, admite la veracidad de la conspiración y acusa a Joe de estar involucrado. Joe es llevado a la temida Sala 12. Es allí donde se produce un giro sorprendente en la trama: Joe es acusado de mentir, se le dice que él no ayudó a Thorne a conquistar el gobierno. Durante esto, Joe parece alucinar en gran medida, sus interrogadores se convierten en personajes vivos y muertos que hemos visto a lo largo de la película (Maximilian, e incluso su esposa, Madeleine). A lo largo de la escena, se sugiere que puede ser sometido a tortura mental o está sufriendo un episodio psicótico o paranoico. 
A continuación, Thorne es asesinado en el baño por su concubina y miembro de Ciudadanos por la Justicia y la Democracia, habiendo una gran similitud con el asesinato de Jean-Paul Marat. El gobierno revolucionario es rápidamente derrotado. El sobrino de Junior, que escapó durante la revolución de Thorne y, luego de haber vivido en el exilio, ha vuelto a restablecer el antiguo gobierno. El jefe del campo vuelve a ser un médico y niega haber participado en las torturas y los excesos que ordenó, mientras que Pool, responsable de que Joe fuera acusado de conspiración, se le da un puesto en el gobierno. Este excompañero de trabajo hace una serie de falsas promesas a Joe, de sacarlo del campo tan pronto como el clima político lo permita, pero dice que su confesión de haber ayudado a asesinar a Maximilian lo convierte en un asunto sensible. Joe se muestra como el último de los presos, tal vez el único. 12 años después, nos encontramos con Joe escribiendo sus memorias en una celda semejante a la de una cárcel o un asilo, al parecer ajeno incluso a las visitas de su hija. El fin nunca revela lo que pasó con Joe, si todavía es un preso o fue puesto en libertad, y si su versión de los hechos o la que figura en los interrogatorios es la verdad.

## Elenco
- Donald Sutherland —- Thorne
- Lara Flynn Boyle —- primera dama
- Marc Warren —- Pool
- Ralph Fiennes —- Joe
- Tom Hollander —- Maximilian II ("Junior")